# Familia Tovar
Los Tovar, Tobar, familia Tobar o familia Tobar, son un grupo familiar de la aristocracia venezolana y colombiana de origen español, siendo sus descendientes herederos del Condado de Tobar. Con presencia en México está asociada a la nobleza azteca al ser descendientes de Moctezuma.
La rama colombiana tiene su centro de poder en la ciudad de Bogotá, capital del país, y está integrada en la aristocracia local, gracias a sus parentescos con otras familias influyentes de la ciudad; entre sus miembros destacan políticos y pensadores del Partido Conservador Colombiano, varios alcaldes de la ciudad y un expresidente del país. 
La rama venezolana es la más numerosa y cuenta entre sus miembros a artistas y políticos incluyendo a un expresidente de ese país, aunque menos mediática que la colombiana, salvo por una de sus descendientes, María Corina Machado. Otra rama de la familia está presente en México, y se asocian a la nobleza azteca de descendientes de Moctezuma. Otra rama menos relevante está presente en Ecuador, con la letra "B"

## Genealogías

### Rama colombiana

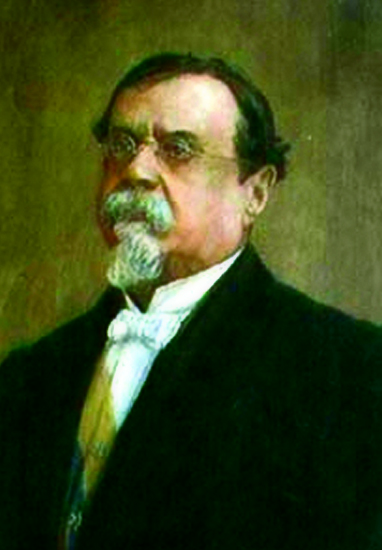
Miguel Antonio Caro, de la rama colombiana.

#### Subrama Tobar
- Javier Tobar Ahumada (1844-1913) político colombiano, alcalde de Bogotá (1910-1911). Primero en usar la lera "b" en su apellido.[4]
- Miguel Antonio Caro Tobar (1843-1909) periodista y literato colombiano, presidente de Colombia (1892-1898). Hijo de José Eusebio Caro y cuñado de Carlos Holguín Mallarino.
- Margarita Caro Tobar (de Holguín) (1848-1925) primera dama de Colombia por ser esposa del presidente Carlos Holguín (1888-1892).

#### Subrama Tovar
- Álvaro Valencia Tovar (1921-2014) oficial del ejército colombiano, del cual fue comandante (1974-1975)
- Rodrigo Tovar Pupo (n. 196) alias "Jorge 40" excomandante de las AUC en la Costa Atlántica Colombiana.

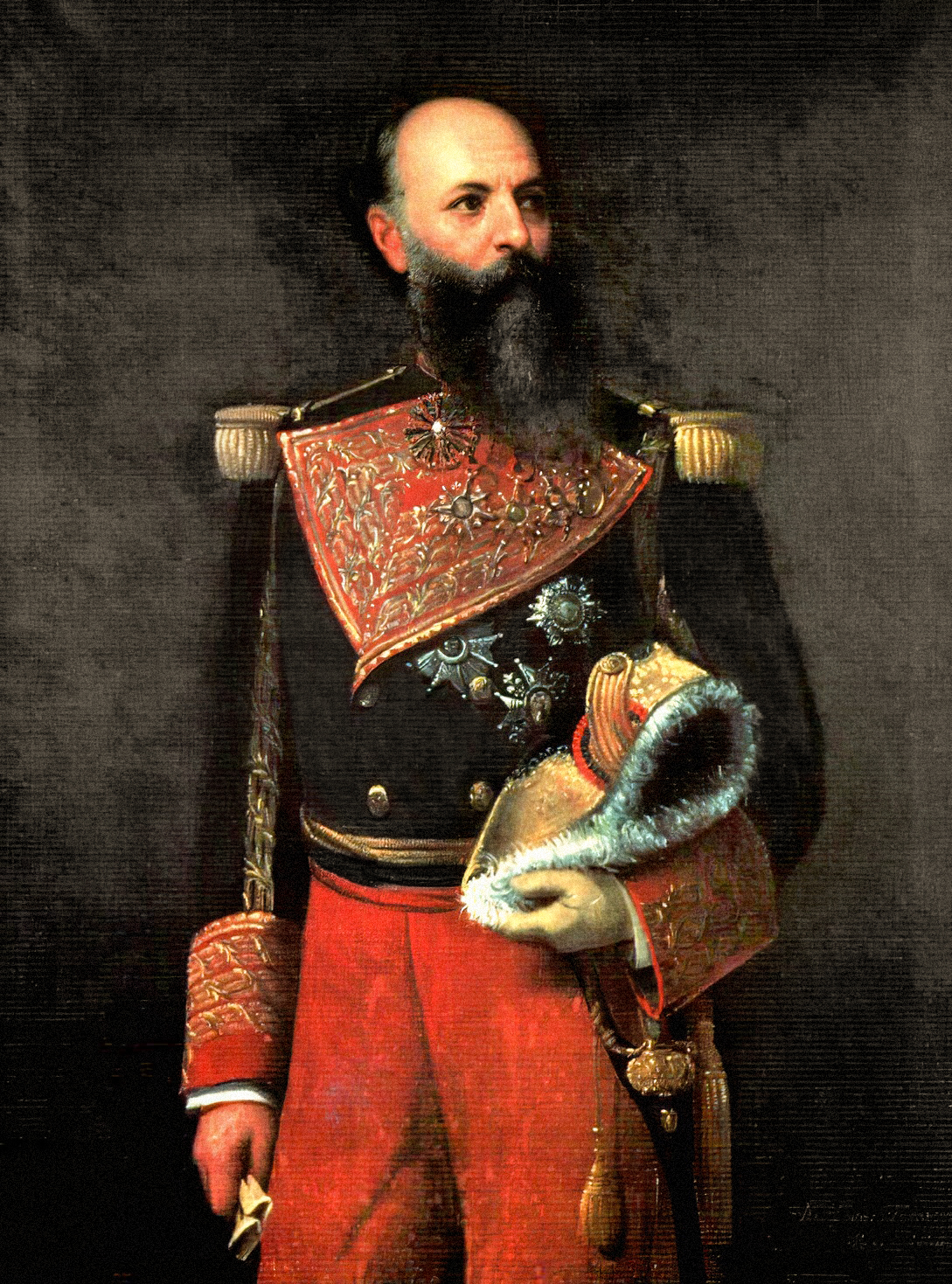
Martín Tovar y Tovar, de la rama venezolana.

### Rama venezolana
- Martín Tovar Ponte (1772-1843) noble y hacendado venezolano, heredero del Condado de Tobar.
- Manuel Felipe de Tovar y Tovar (1803-1866) presidente de Venezuela (1859-1861). Su madre era sobrina de Martín.
- Martín Tovar y Tovar (1827-1902) pintor y retratista venezolano. Su sobrina tataranieta, es María Corina Machado.
- Ricardo Zuloaga Tovar (1867-1932) ingeniero y empresario venezolano, sobrino de Martín y tío bisabuelo de María Corina Machado.
- Manuel Núñez Tovar (1872-1928) científico venezolano.
- Gustavo Tovar-Arroyo (n. 1968) activista de derechos humanos venezolano.
- Karla Anaís López Tovar (n. 1987) modelo y actriz venezolana.[5]

### Rama mexicana
- Rafael Tovar y de Teresa (1954-2016) abogado, diplomático e historiador mexicano. Ministro de cultura de México (2015-2016).[6][7]
- Guillermo Tovar de Teresa (1956-2013) historiador y coleccionista de arte, mexicano, hermano de Rafael.